# Lexus LS
A Lexus LS egy felsőkategóriás luxusautó, amelyet a japán Lexus cég gyárt 1989 óta. Összesen 5 generációja van.
Magas ára ellenére 1 276 914 darab talált belőle gazdára az eddigi generációkból összesen.

## Generációi

### XF10 (1989–1994)

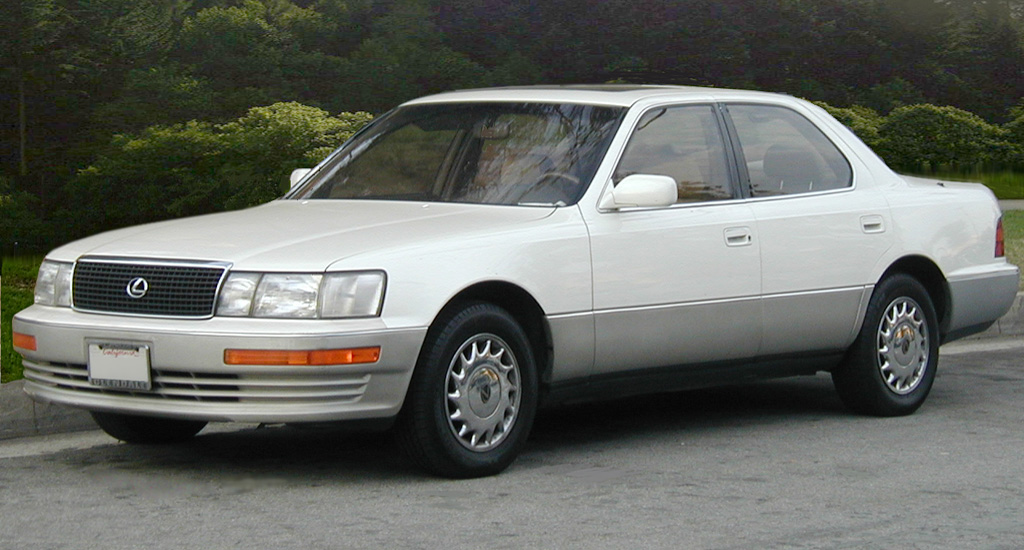
Lexus LS 1989–1994

Az XF10 az első generáció. A gyár 1989-től 1994-ig készítette a modelleket. 1992-ben módosították a karosszériát.

### XF20 (1994–2000)

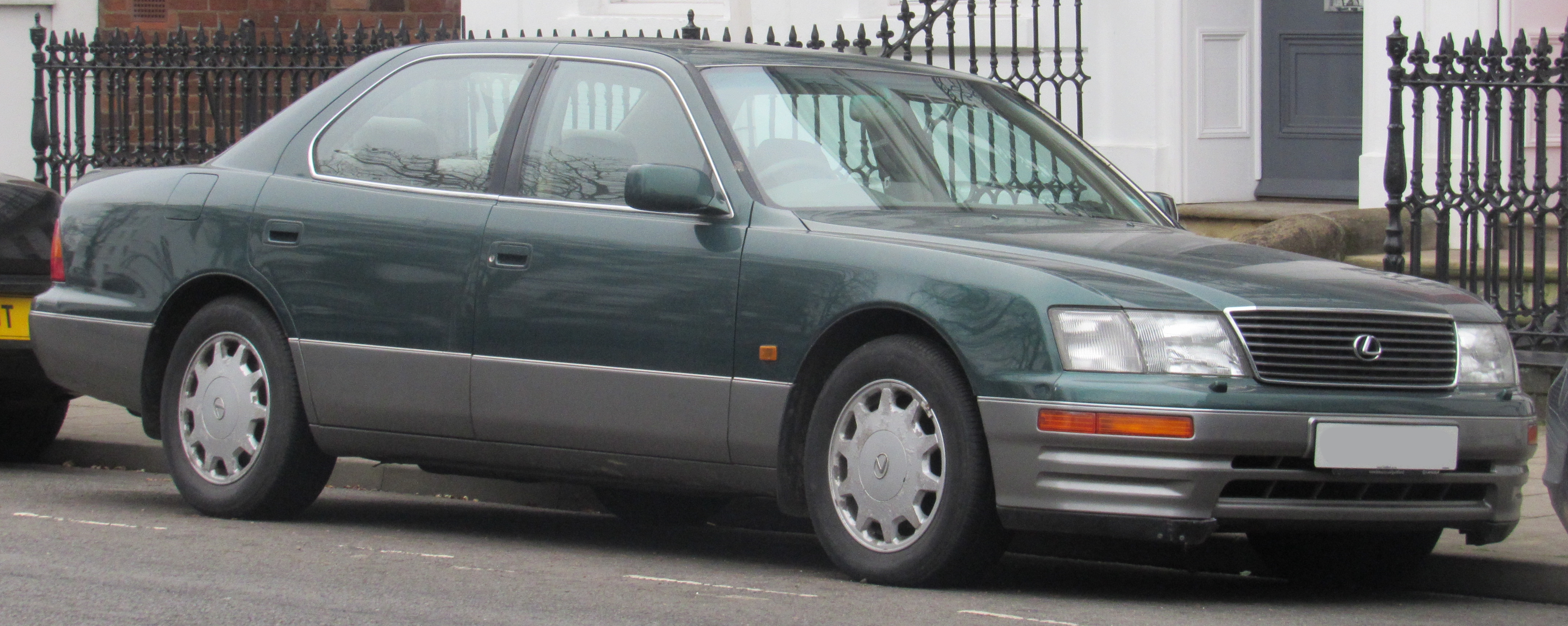
Lexus LS 1994–2000

Az XF20 a második generáció. A gyár 1994-től 2000-ig készítette a modelleket. 1997-ben módosították a karosszériát.

### XF30 (2000–2006)

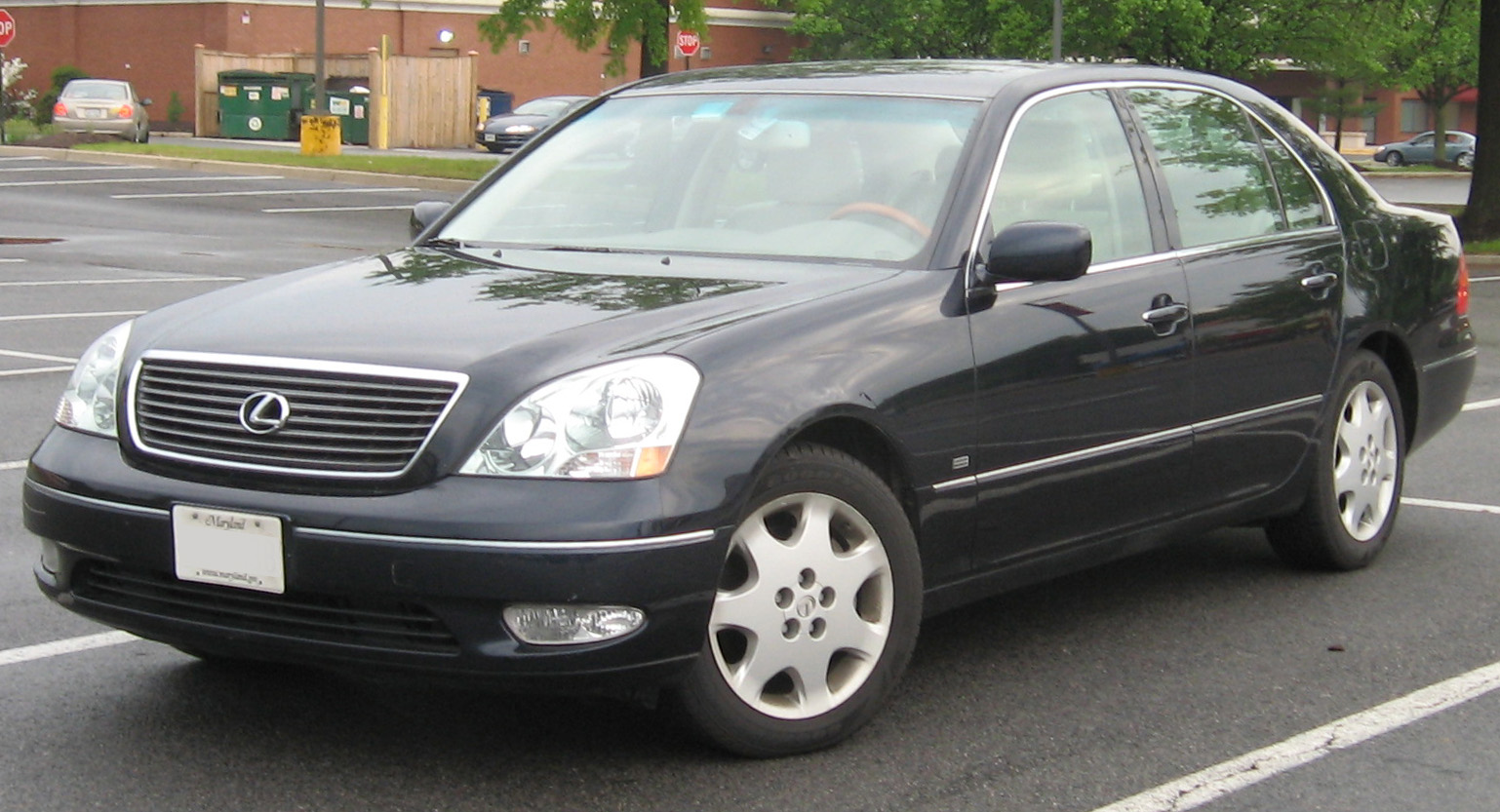
Lexus LS 2000–2006

Az XF30 a harmadik generáció. A gyár 2000-től 2006-ig készítette a modelleket. 2003-ban módosították a karosszériát.

### XF40 (2006–2017)

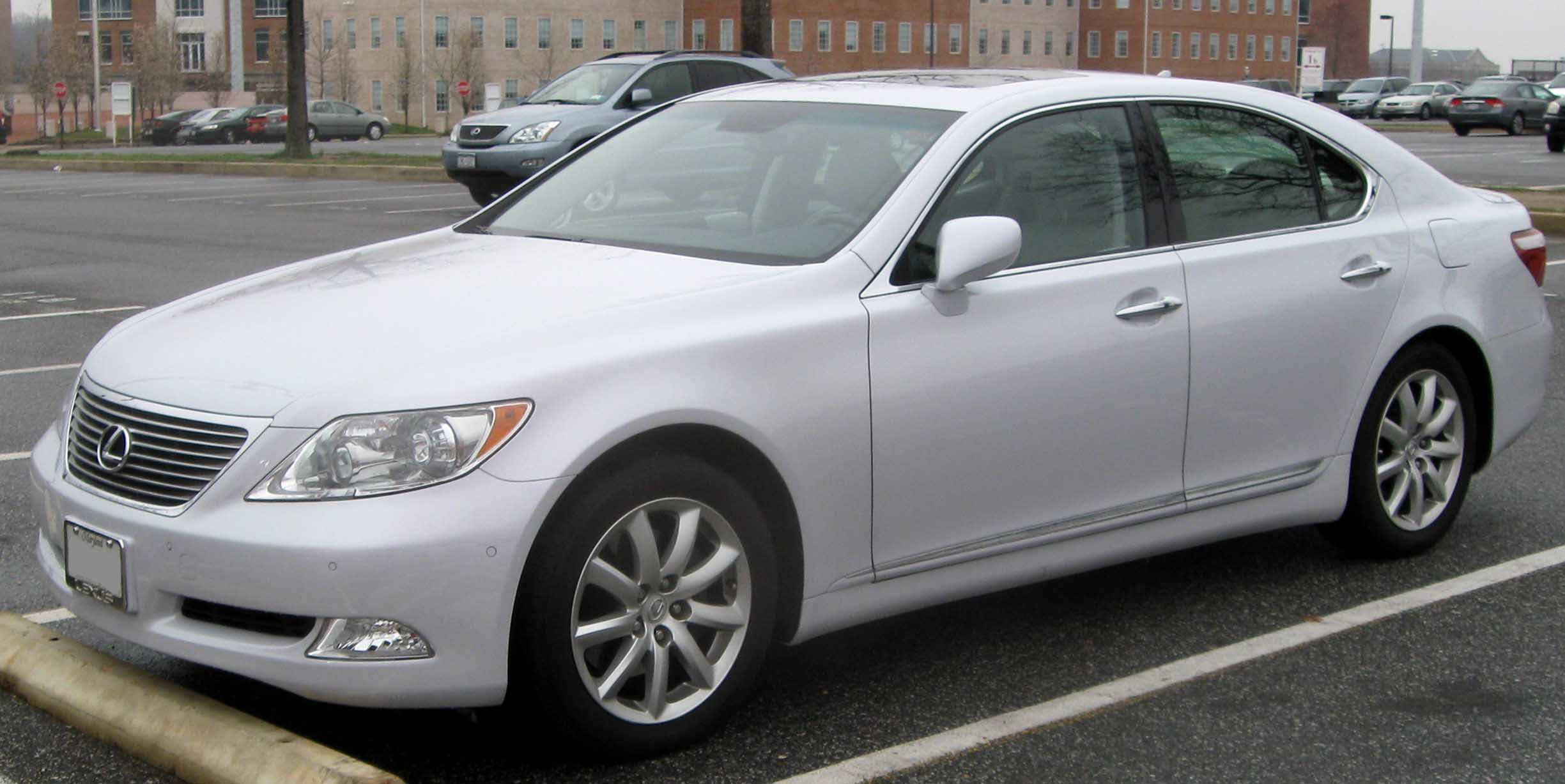
Lexus LS 2006–2017

Az XF40 a negyedik generáció. A gyár 2006-tól 2017-ig készítette a modelleket. 2009-ben és 2012-ben módosították a karosszériát.

### XF50 (2017-től)

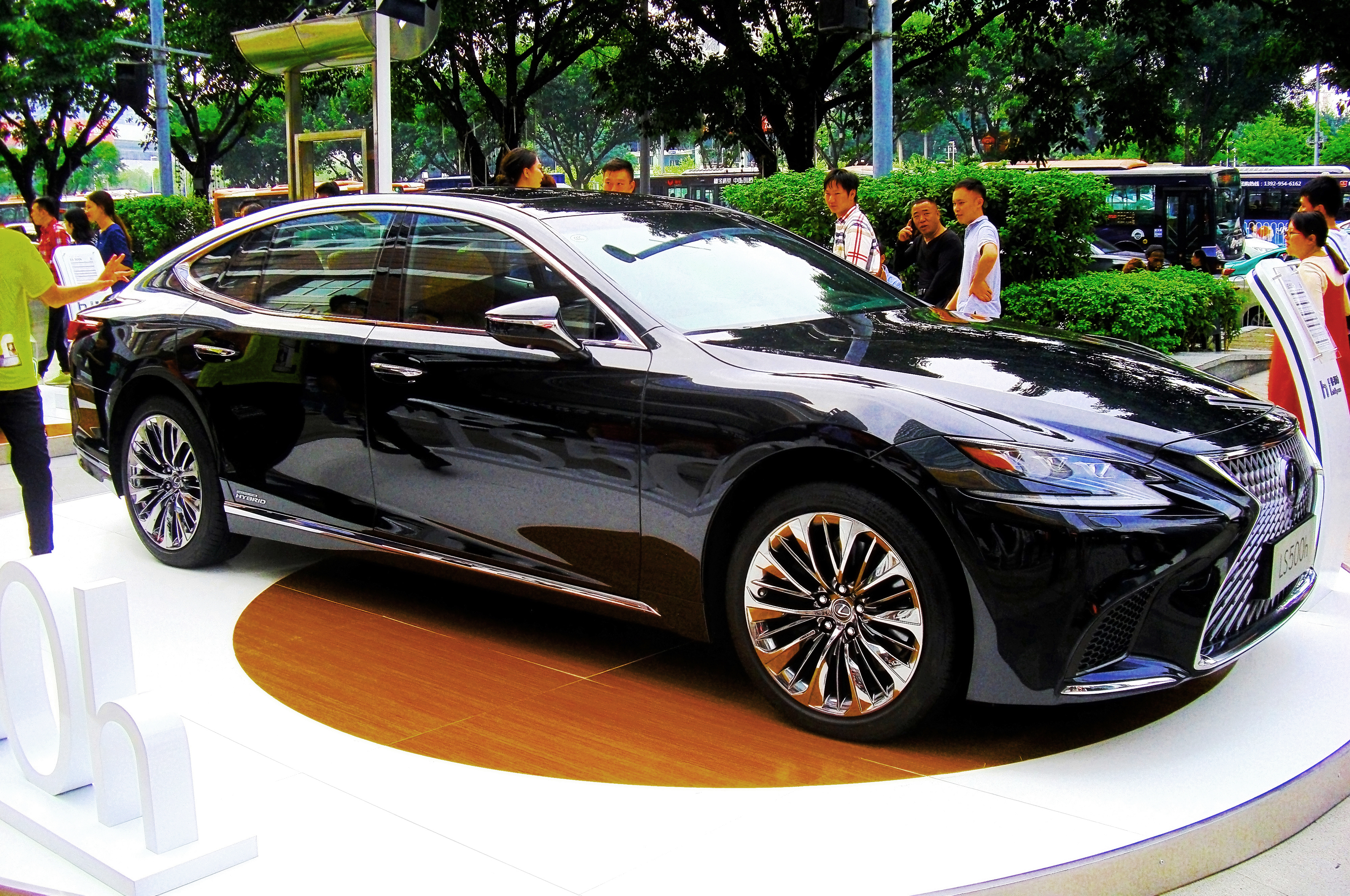
Lexus LS 2017-től

Az XF50 az ötödik generáció. A gyár 2017-től készíti a modelleket.

## Fordítás
Ez a szócikk részben vagy egészben  a   Lexus LS című angol Wikipédia-szócikk fordításán alapul.  Az eredeti cikk szerkesztőit annak laptörténete sorolja fel. Ez a jelzés csupán a megfogalmazás eredetét és a szerzői jogokat jelzi, nem szolgál a cikkben szereplő információk forrásmegjelöléseként.